# Tisek (Pravonín)
Tisek (Duits: Zeyske) is een Tsjechische plaats in de gemeente Pravonín, regio Midden-Bohemen, en maakt deel uit van het district Benešov. Het dorp ligt op 2 kilometer afstand van Pravonín, op steenworp afstand van Buková.
Tisek telt 40 inwoners (2021).

## Etymologie
De naam van het dorp is afgeleid van het verkleinwoord van ‘tis’ (taxus), en betekent dus feitelijk kleine taxus.

## Geschiedenis
De eerste schriftelijke vermelding van het dorp dateert van 1437.
Sinds 1960 is Tisek volledig ondergebracht bij het district Benešov.

## Verkeer en vervoer

### Autowegen
Er leidt een regionale weg naar het dorp.

### Spoorlijnen
Er is geen station in Tisek. Het dichtstbijzijnde station is in Zdislavice, op zo'n 14,5 kilometer afstand. Dat station ligt aan spoorlijn 222 Benešov - Vlašim - Trhový Štěpánov. De lijn is enkelsporig en werd tussen Benešov en Vlašim in 1895 geopend.

### Buslijnen
Er is één bushalte in het dorp:
| Halte            | Lijn(en) | Traject(en)                           | Vervoerder(s) |
| ---------------- | -------- | ------------------------------------- | ------------- |
| Pravonín, Buková | 848 849  | Načeradec - Vlašim Načeradec - Vlašim | CŠAD Benešov  |

## Bezienswaardigheden
- Dorpskapel;
- Dorpskapel met schrijn.

## Galerij

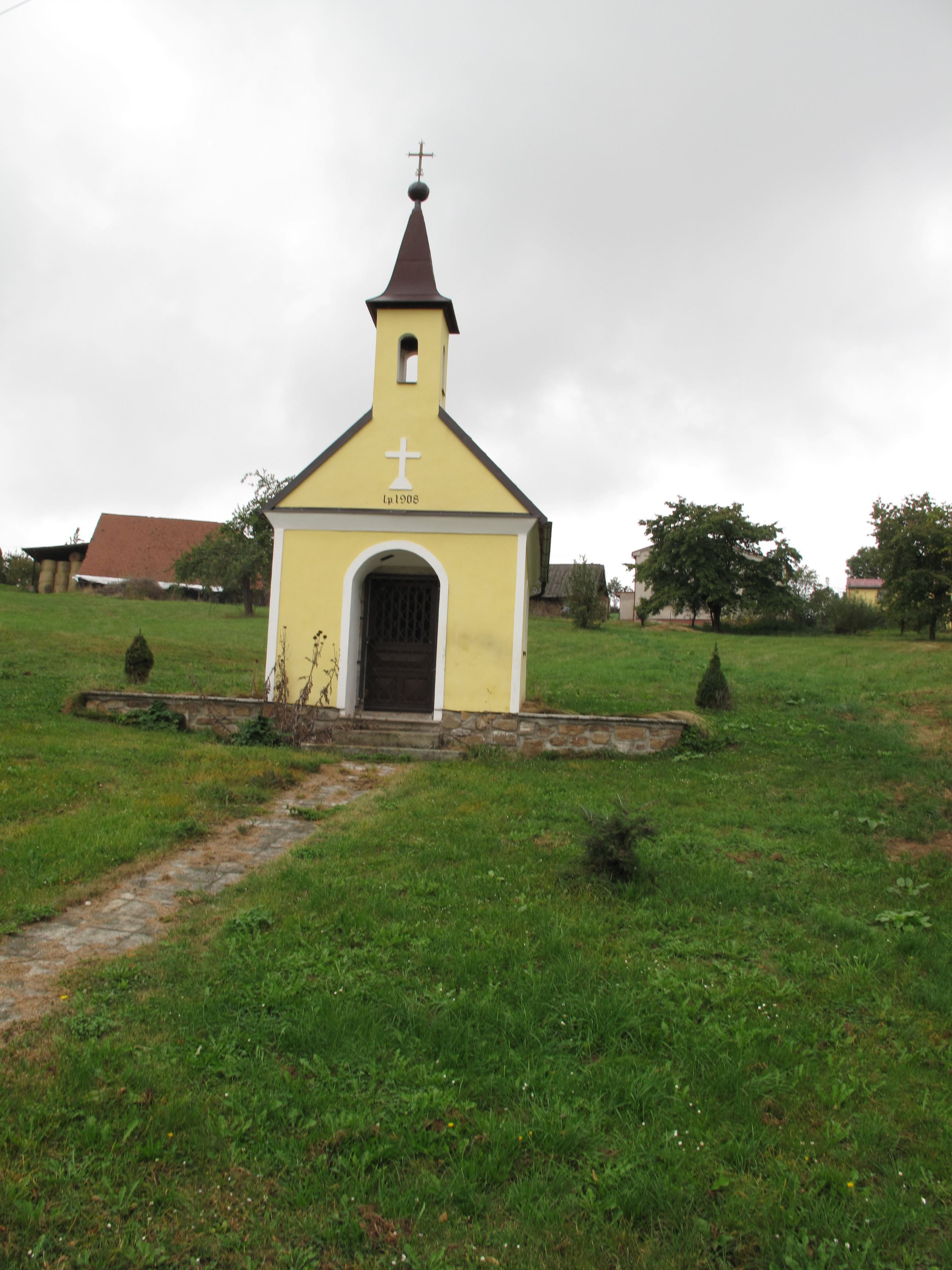
Dorpskapel (2016)
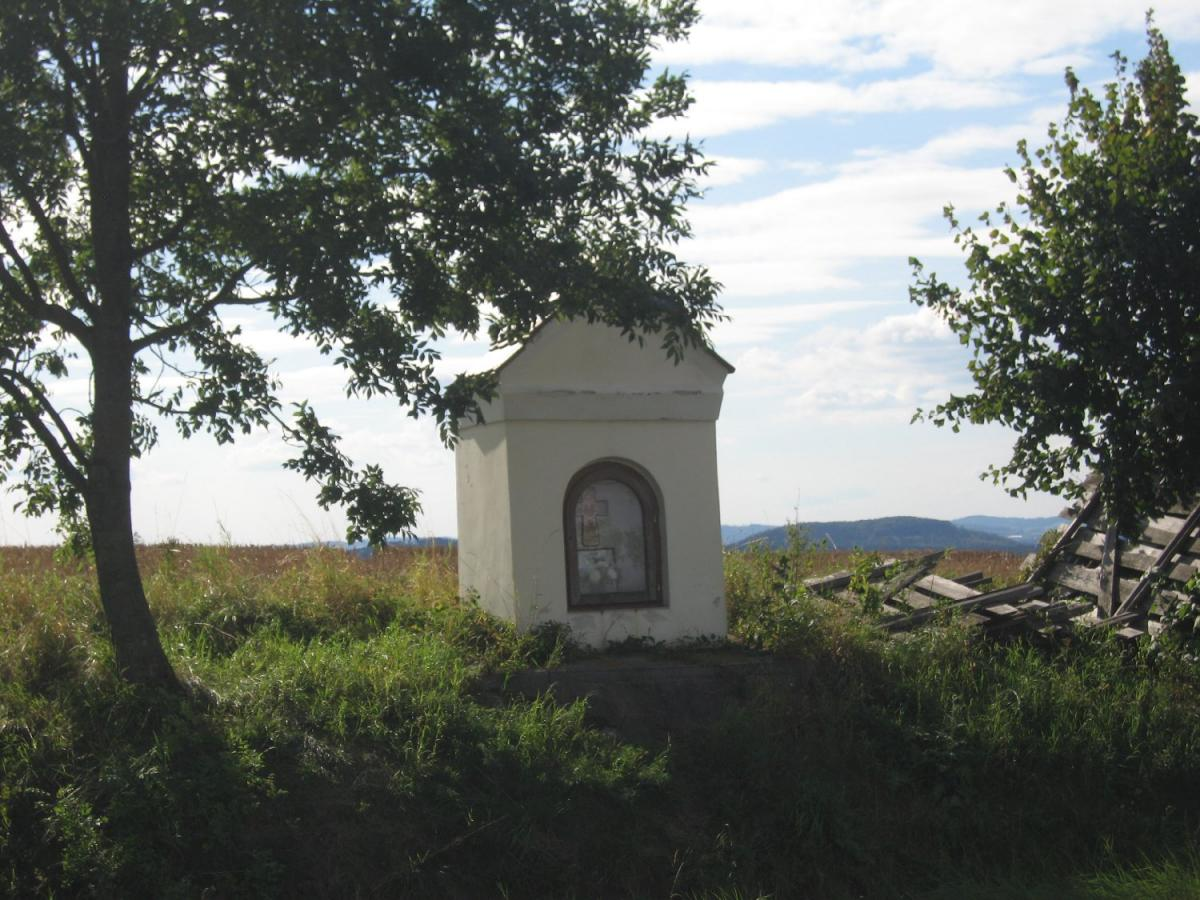
Dorpskapel met schrijn (2021)
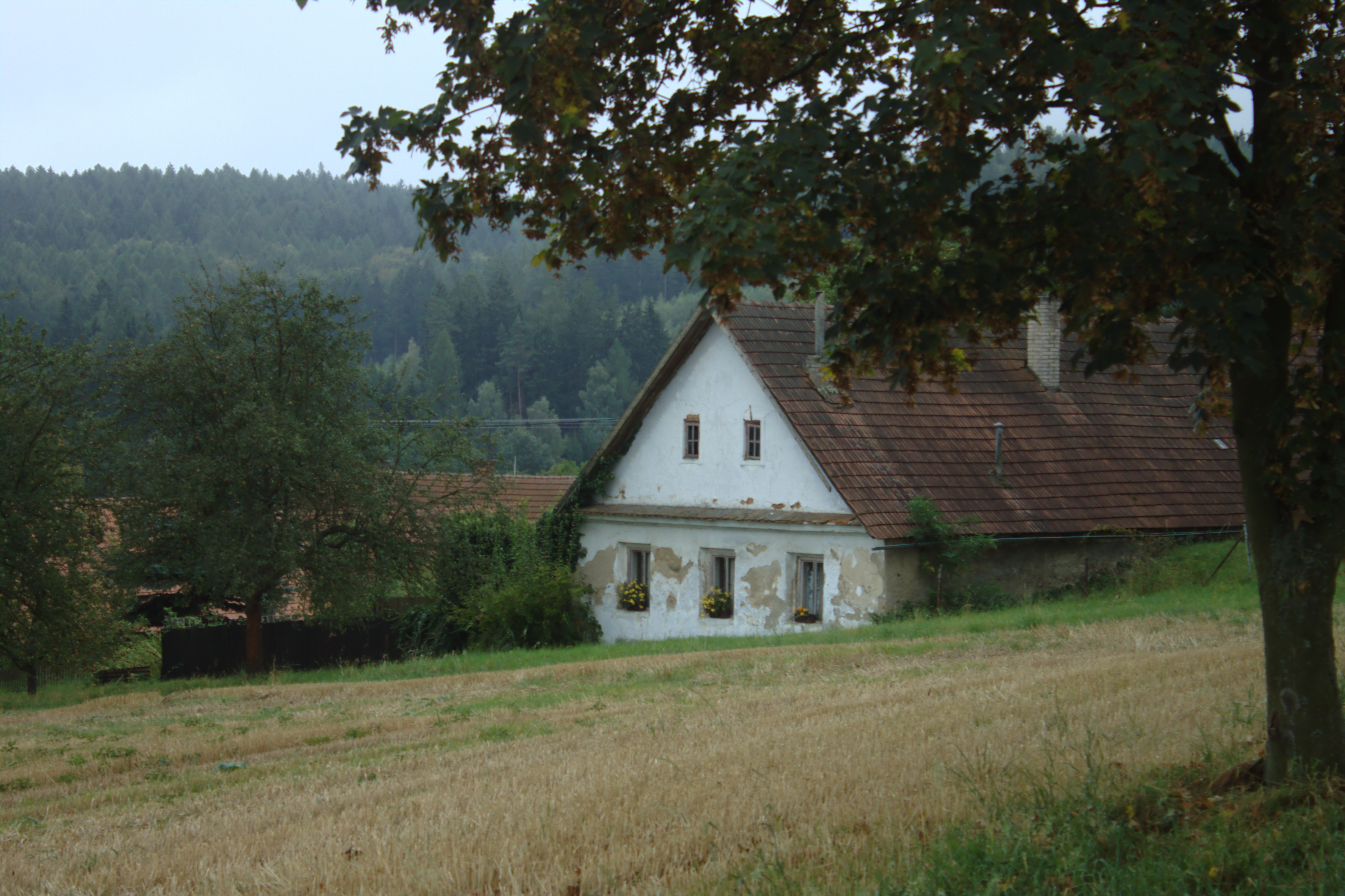
Huis in het dorp (2016)
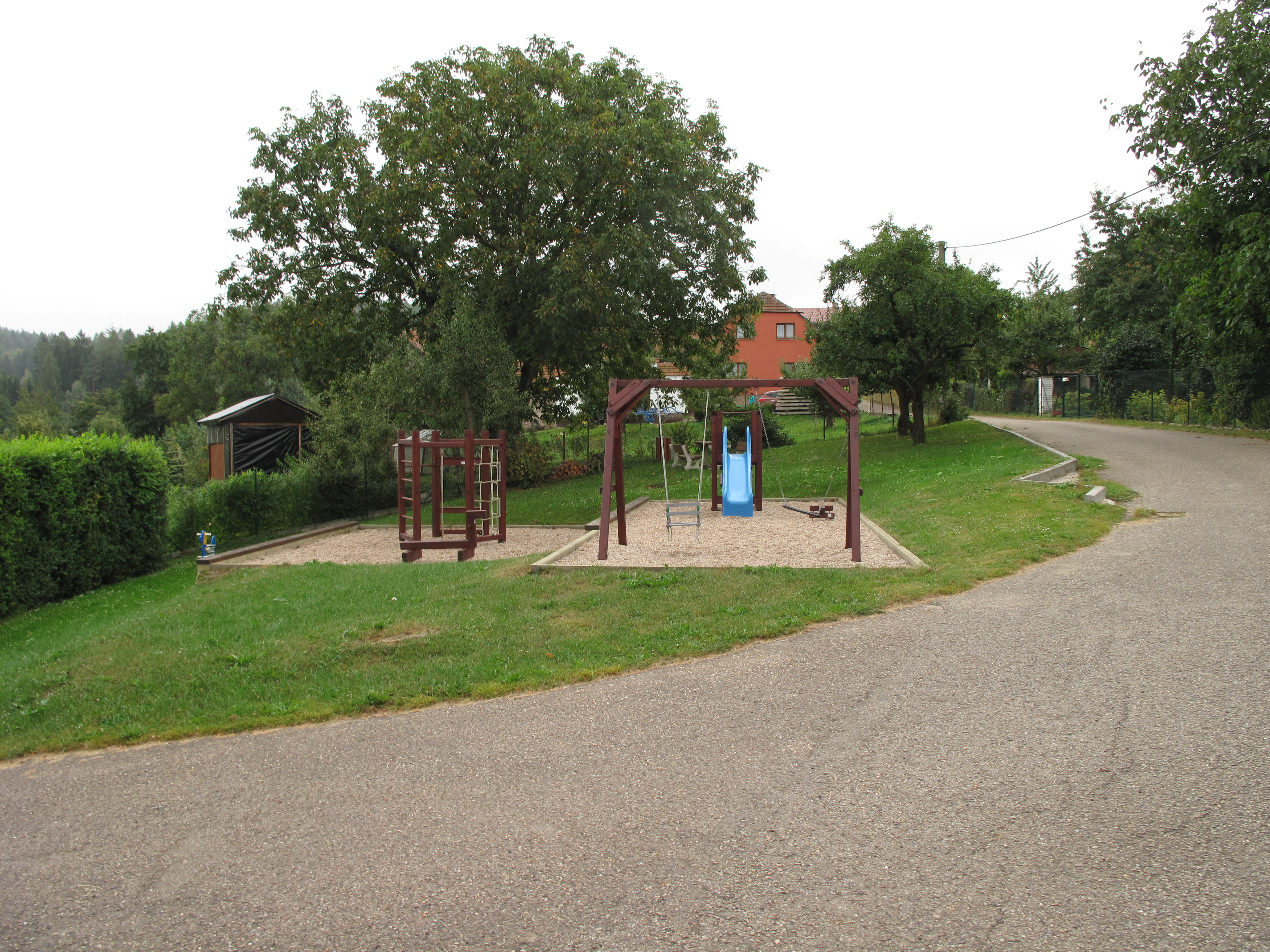
Speeltuin in het dorp (2016)